# Улица Берзарина (Москва)
Улица Берза́рина — улица на западе Москвы, разделяет районы Хорошёво-Мнёвники и Щукино СЗАО. Проходит от улицы Маршала Бирюзова до Живописной улицы. Нумерация домов начинается от 3-й Хорошёвской улицы.

## Происхождение названия
Названа в 1968 году в честь Героя Советского Союза Николая Эрастовича Берзарина (1904—1945), который в Великую Отечественную войну командовал рядом армий, а после войны был первым военным комендантом Берлина, где погиб при исполнении служебных обязанностей. Прежнее название — 10-я улица Октябрьского Поля — было дано при застройке Октябрьского Поля.

## Описание
Улица Берзарина начинается от улицы Маршала Бирюзова, проходит на юг, затем сворачивает на запад. К ней примыкают 3-я Хорошёвская улица (слева), затем справа Тепличный переулок, улицы Маршала Малиновского и Ирины Левченко. После пересечения улицы Народного Ополчения на неё выходят улица Расплетина (справа), улицы Паршина и Генерала Глаголева (обе — слева), Улица Максимова (справа). Заканчивается на Живописной улице. Почти вдоль всей улицы проходит  железнодорожная линия, соединяющая малое кольцо Московской железной дороги с институтом Курчатова. Линия получила народное название «Берзаринская ветка» в честь улицы.

## Транспорт
- Автобус № 26:  Сокол — улица Левитана — кинотеатр «Юность» —  Октябрьское Поле — Поликлиника — Комбинат бытового обслуживания — Институт приборостроения — улица Расплетина — Улица Берзарина — улица Берзарина, 32 — завод ЖБИ — улица Паршина — Бассейн — Живописная улица.
- Автобус №т59:  улица Алабяна —  Октябрьское Поле — улица Берзарина — улица Берзарина, 32 — завод ЖБИ — Хорошёвский мост — Серебряный бор.
- Автобус № 253: Щукино —  Щукинская —  Октябрьское Поле — Улица Алабяна — улица Берзарина — Институт приборостроения — улица Берзарина — улица Берзарина, 32 — завод ЖБИ — улица Живописная.
- Автобус №253к: проспект Маршала Жукова — улица Паршина — Бассейн — Улица Берзарина — завод ЖБИ — улица Берзарина, 32 —  Октябрьское Поле.
- Станция МЦК «Зорге» у восточного конца улицы.

## Учреждения и организации
По нечётной стороне:
- № 7, корпус 1 — Государственный духовой оркестр России;
- № 19, корпус 1 — спортивный клуб «Северо-Запад»;
- № 19, корпус 2 — центр образования № 1089 «Коллаж» (с эстетическим направлением);

По чётной стороне:
- № 4 — библиотека МГГУ им. М. А. Шолохова; детская поликлиника № 36 СЗАО;
- № 6 — библиотека № 221 СЗАО;
- № 6, корпус 2 — детский сад № 496;
- № 16 — региональная общественная организация христианских радиожурналистов «Пилигрим»;
- № 24 — школа № 77 (коррекционная);
- № 26 — подростковый спортивно-досуговый центр «Щукинец»; Федерация каратэ СЗАО;
- № 36, строение 2 — торговый дом «Амфора».
- № 36, строение 3 — дата-центр «Берзарина», сеть дата-центров «Селектел».